# Stazione di Latisana-Lignano-Bibione
Stazione di Latisana-Lignano-Bibione vasútállomás Olaszországban, Latisana településen.

## Vasútvonalak
Az állomást az alábbi vasútvonalak érintik:
- Velence–Trieszt-vasútvonal

## Kapcsolódó állomások
A vasútállomáshoz az alábbi állomások vannak a legközelebb:
- Stazione di Palazzolo dello Stella
- Stazione di Portogruaro-Caorle

## Járatok
- Nagysebességű járatok (Frecciabianca): Torino - Milánó - Verona - Padova - Velence - Trieszt
- Intercity járatok: Róma - Firenze - Bologna - Padova - Velence - Trieszt
- Expressz járatok (Regionale Veloce): Velence - Portogruaro - Cervignano del Friuli - Trieszt